# ایوان هوگتس
ایوان هوگِتس (انگلیسی: Ivan Hudec; ۱۰ ژوئیهٔ ۱۹۴۷ – ۷ فوریهٔ ۲۰۲۲) نویسنده، و سیاستمدار اهل کشور چکسلواکی بود. او عضو حزب مردم - جنبش برای اسلواکی دموکراتیک بود و از سال ۱۹۹۴ تا ۱۹۹۸ وزیر فرهنگ بود. هوگتس در ۷ فوریه ۲۰۲۲ در براتیسلاوا در سن ۷۴ سالگی درگذشت.